# کاترین کورسینی
کاترین کورسینی (فرانسوی: Catherine Corsini‎؛ زادهٔ ۱۸ مهٔ ۱۹۵۶) کارگردان فیلم و فیلم‌نامه‌نویس اهل فرانسه است.
فیلم‌های وی به جشنواره فیلم کن ۲۰۰۱ و جشنواره فیلم کن ۲۰۱۲ راه یافتند، کورسینی در جشنواره کن ۲۰۱۶ رییس هیأت داوران بخش دوربین طلایی بود.
از فیلم‌هایی که وی در آن‌ها نقش داشته است می‌توان از یک عشق ناممکن نام برد.